# سروان (فیلم)
سروان (به هندی: Sarvann) فیلمی هندی محصول سال ۲۰۱۷ و به کارگردانی کاران جولیانی است. در این فیلم بازیگرانی همچون آمریندر گیل، سیمی چاهال و رانجیت باوا ایفای نقش کرده‌اند.